# 王鴻偉
王鴻偉情殺案，是臺北時間2000年9月26日，位於臺灣新北市淡水區的一起犯下之情殺事件。2024年，憲法法庭受理由王鴻偉等37名死刑犯提出的死刑釋憲案。2025年1月16日，中華民國法務部部長鄭銘謙簽署死刑犯黃麟凱的槍決執行令後，法界與警界人士開始猜測，王鴻偉極有可能將是下個收到槍決執行令的死刑犯。

## 背景
| 犯案人 | 犯案人   | 犯案人 | 犯案人            | 犯案人               | 犯案人 |
| 姓名   | 國籍     | 性別   | 出生日期          | 出生地               | 說明 |
| ------ | -------- | ------ | ----------------- | -------------------- | --- |
| 王鴻偉 | 中華民國 | 男     | 1975年（49—50歲） | 中華民國（臺灣）台北 | 2000年9月26日，於淡水殺死少女張雅玲，2009年5月14日被判死刑定讞，並羈押在法務部矯正署台北看守所，目前仍未執行槍決。 |

| 被害人 | 被害人   | 被害人 | 被害人                              | 被害人               | 被害人 |
| 姓名   | 國籍     | 性別   | 出生日期-逝世日期                   | 出生地               | 說明 |
| ------ | -------- | ------ | ----------------------------------- | -------------------- | --- |
| 張雅玲 | 中華民國 | 女     | 1980年8月20日-2000年9月26日（20歲） | 中華民國（臺灣）台南 | 曾就讀榖保家商幼保科畢業，就讀期間從事服飾店店員、家樂福賣場等工讀，到後來畢業至遇害前的網際網路公司上班，是一個願意幫家裡分擔家計的女孩。 |

## 經歷
王鴻偉父親為新北市淡水區的一名建商，自幼家境優渥。高職畢業，當兵退伍後，繼續就讀工專夜間部，其父購買一台白色賓士轎車供其代步。2000年8月，王鴻偉於淡水家樂福購物時，認識居住在淡水地區的20歲少女張雅玲。兩人曾與數名友人一同出遊。王鴻偉向張雅玲表示想要追求的意思，但沒有被張雅玲接受。9月23日，王鴻偉與張雅玲同時參加宜蘭的活動，王鴻偉再度表示想要追求，但遭張雅玲拒絕。

### 行兇過程、動機、犯案後續
9月26日，上午6點40分前後，居住在淡水鎮淡海路的張雅玲，準備出門上班。王鴻偉駕駛白色賓士轎車，在張雅玲家巷口等待。王鴻偉想拉張雅玲上車，張雅玲企圖逃跑，遭王鴻偉駕駛白色賓士轎車，猛踩油門，由後方撞擊。王鴻偉下車確定她已昏迷後，將她放到後車廂載走。在巷口的多位目擊者發現此事，記下車號，通知張家，張家向警方報案。
早上9點時，一名除草工人在淡水鎮商工路附近的草叢，發現下半身赤裸的張雅玲屍體，通知警方。法醫發現她身中176刀，頸部幾乎被砍斷，通知張家到場指認。警方認為王鴻偉涉嫌重大。
9月26日同日早晨，王鴻偉由其家人陪同，至淡水警局報案，說他的白色轎車失竊，否認涉及此案。警方在他的十指指甲內，發現血跡反應，在他博愛路住處的球鞋，雖然經過清洗，在上面也發現相同的血跡反應。經警方訊問後，王鴻偉坦承犯案。
王鴻偉供稱，在他撞倒張雅玲後，將她放到後車廂，準備載到沙崙海水浴場。在途中曾停車，想確定張雅玲是否仍有呼吸。因為張雅玲醒過來，意圖抵抗，於是他以在車上預先準備的西瓜刀，猛砍張雅玲頭部及頸部數刀，之後關上後車廂，繼續行駛。在停車準備棄屍時，發現張雅玲仍有呼吸，掙扎想要爬出，於是再度以西刀瓜猛砍張雅玲96刀，直到她頸部幾乎被砍斷為止。之後他開至商工路173號附近，棄置張雅玲屍體，同時將她的下半身衣物脫掉，布置成遭到姦殺，以誤導警方。
在棄屍後，王鴻偉駕車至淡水北新路水源橋下，清洗沾滿血跡的球鞋，將兇刀與沾血的手套棄置在附近圍牆邊。將車輛棄置在台北市文林北路，之後回到淡水，隔日與家人至警局報案。

## 審判
士林地方法院第一審過程中，法院判處無期徒刑。王鴻偉曾經提出，被害人企圖奪刀逃走，他是因自衛而殺人。律師也以他服用藥物、患有精神疾病、深有悔意以及自首為由，多次抗辯，希望減刑。王家曾以提出賠償張家850萬元為條件，企圖和解，但是被害者張家不同意，以王鴻偉不肯道歉及供出殺人地點，認為他並沒有悔意，拒絕和解。
士林地方法院一審判決前，王鴻偉之母至看守所探視王鴻偉。其母向王鴻偉說，他們準備以880萬與張家談和解，預備先付200萬。王鴻偉要求其母不要付錢，等判決結果再說，以免到時沒了錢又沒了兒子。二審時，法官根據此段錄音，認為王鴻偉並無悔意，判決死刑。王家不服上訴，之後7次發回更審，法院皆依殺人罪判他死刑、褫奪公權終身。
2009年5月14日，最高法院駁回上訴，判處王鴻偉死刑，褫奪公權終身定讞。
2014年，聲請釋憲，希望免除死刑，遭駁回。
2017年3月，最高檢察署認為此案未斟酌有無教化可能，由檢察總長顏大和向最高法院提起非常上訴。
2018年3月，最高法院駁回非常上訴，維持死刑判決。

## 免死刑聲援
在死刑定讞後，截至2019年，歷任法務部長皆未簽核其死刑執行令，王鴻偉監禁在台北看守所。其家屬、基督教會人士與廢除死刑團體，長期聲援，希望不要執行死刑。
更生團契的成員曾多次要求張家原諒王鴻偉，希望以王鴻偉有悔意為理由，讓法院可以不要判決王鴻偉死刑。2003年，更三審前，獄中教誨師轉送王鴻偉信件給張雅玲父母，王鴻偉在信中道歉，希望他們原諒。因王鴻偉在2000年犯案之後一直未道歉，直到更審法官希望了解他有無悔意之後才道歉，張家表示無法接受。教誨師溫媽媽同時向張家家人表示，王鴻偉是個年輕又善良的人，是被邪惡力量影響，希望其家人原諒，給他機會，沒有被其家人接受。溫媽媽與張家人因此發生爭執。
2009年9月28日，更生團契牧師施以諾在台北看守所頒發雄善文學獎的特別獎給王鴻偉，表彰他的作文與基督教信仰。前行政院長張俊雄在現場觀禮。
2010年，王鴻偉在獄中簽下器官捐贈同意書。更生團契總幹事黃明鎮牧師持續與家屬接觸，希望讓嫌犯可以陪伴被害者家屬，實現修補式正義，不要執行死刑。2024年，憲法法庭受理由王鴻偉等37名死刑犯提出的死刑釋憲案。